# Epiphragma crenulatum
Epiphragma crenulatum är en tvåvingeart som beskrevs av Alexander 1930. Epiphragma crenulatum ingår i släktet Epiphragma och familjen småharkrankar. Inga underarter finns listade i Catalogue of Life.